# Nico Klein
 (février 2023).
Nico Klein, né le 4 janvier 1930 à Bilsdorf, est un ancien tireur sportif luxembourgeois. Il a participé à l'épreuve du pistolet à 50 mètres aux Jeux olympiques d'été de 1968.